# Amparo Rivelles
Amparo Rivelles (ur. 11 lutego 1925 w Madrycie, zm. 7 listopada 2013 w Madrycie) – hiszpańska aktorka filmowa i telewizyjna.

## Filmografia
seriale
- 1960: Pecado Mortal
- 1963: Tres caras de mujer jako Laura
- 1967: Anita de Montemar jako Anita de Montemar
- 1983: Comedia, La jako Mercedes

film
- 1940: Mary Juana
- 1945: Eugenia de Montijo jako Eugenia de Montijo
- 1950: Od kobiety do kobiety
- 1986: Hay que deshacer la casa
- 1995: Mar de luna

## Nagrody
Została uhonorowana nagrodą Goya.